# Rousset (Bocas do Ródano)
Rousset sur Arc é uma comuna francesa na região administrativa da Provença-Alpes-Costa Azul, no departamento de Bouches-du-Rhône. Estende-se por uma área de 19,50 km². Em 2010 a comuna tinha 5 013 habitantes (densidade: 257,1 hab./km²).